# Fichee-Chambalaalla
Le Fichee-Chambalaalla désigne la fête du Nouvel An chez les Sidamas en Éthiopie. La date précise est déterminée par des Ayantuds (astrologues). En 2015, cette pratique intègre la liste représentative du patrimoine culturel immatériel de l'humanité. 

## Origine et pratique
Le Fichee-Chambalaalla provient, d'après la tradition orale, du retour annuel d'une femme mariée Sidama vers son ancien foyer. Cette dernière offre du buurisame (fausses bananes en beurre et en lait) à sa famille et au voisinage. Après cet événement, le Fichee prit une valeur symbolique de fédération chez les Sidamas : chaque année, des astrologues sidamas (des aînés) annoncent aux clans la date du festival. Pendant la fête, ouverte aux hommes comme aux femmes de tout âge, de toute classe sociale, des manifestations collectives (notamment chants et danses traditionnelles) ont lieu. Plusieurs comportements sont encouragés ou proscrits en ces jours de fête : le dur labeur, le respect des anciens, le refus de couper des arbres indigènes, et l'évitement du vol, de la mendicité, de l'indolence et des faux témoignages. Les Oromos et les Konsos utilisent un calendrier similaire.

## Valeurs associées et reconnaissance
En 2015, cette pratique intègre la liste représentative du patrimoine culturel immatériel de l'humanité sous l'intitulé Le Fichee-Chambalaalla, festival du Nouvel an des Sidamas. La description officielle de l'UNESCO indique que ce festival est propice à « l’équité, la bonne gouvernance, la cohésion sociale, la coexistence pacifique et l’intégration entre les clans sidamas et les divers groupes ethniques en Éthiopie ». L'apprentissage, intergénérationnel, s'effectue notamment par les femmes en matière de coiffure et de préparation du buurisame. 
La région Sidama déclare que le Fichee-Chambalaalla véhicule paix et unité. Desta Ledamo, président de cette région, évoque le respect de tout être vivant (êtres humains, animaux, végétaux) prôné par cet évènement. Son rôle, également politique, est d'assurer la cohésion nationale. Kejala Merdasa, ministre de la Culture, rappelle les origines anciennes du Fichee-Chambalaalla. Selon lui, les similarités avec les pratiques des Oromos peut servir la paix. Formuler des vœux, pardonner, aider les nécessiteux et se réconcilier constituent pour lui autant d'actes associés à cette culture. En particulier, la cérémonie qui a lieu en avril 2022, première depuis le référendum de 2019 sur la création d'une région Sidama (la cérémonie publique n'ayant pas eu lieu entre 2019 et 2021 en raison de la pandémie de COVID-19) est jugée importante par Desta Ledamo.